# Quinton Fortune
Quinton Fortune (Ciutat del Cap, Sud-àfrica 21 de maig de 1977) és un exfutbolista internacional sud-africà, que jugava com a migcampista.

## Trajectòria
Va deixar el seu país als 11 anys per viure a Anglaterra, on es va incorporar als equips juvenils del Tottenham Hotspur FC. Sense arribar a debutar amb el primer equip, va marxar a l'Atlètic de Madrid.
A Espanya va estar al club matalasser i al RCD Mallorca, però amb prou feines va jugar uns quants partits. El 1999 retorna a Anglaterra, al Manchester United FC, on passa la millor part de la seua carrera, tot i no ser titular.
Després de jugar a la Premier amb altres equips de menor rang, fitxa pel Brescia, on tampoc gaudeix de massa minuts. El 2009 jugà amb el Tubize, de la segona divisió belga.
El 4 d'agost 2009 es va signar un acord a curt termini a Doncaster Rovers. Va marcar el seu primer gol contra Rovers Ipswich Town. A més, va ser expulsat en un empat 2 a 2 contra el Scunthorpe United. No se li va oferir una extensió al seu contracte al club i va ser acomiadat el 4 de febrer de 2010.

## Internacional
Fortune ha estat 53 cops internacional per Sud-àfrica, i ha marcat un gol. Va formar part del combinat del seu país als Mundials de 1998 i 2002.

## Palmarès
- FA Cup 2003
- Intercontinental 1999